# 958

958(구백오십팔)은 957보다 크고 959보다 작은 자연수다.

## 수학
- 합성수로, 그 약수는 1, 2, 479, 958이다. 진약수의 합은 482이므로, 958은 부족수다.
  - 287번째 반소수다. 앞의 반소수는 955, 다음 반소수는 959다.

## 과학
- NGC 958(영어판): 고래자리 방향에 있는 막대나선은하.

## 군사
- U-958(영어판): 제2차 세계 대전에 사용된 나치 독일의 군용 잠수함.

## 문화유산
- 대한민국의 보물 제958호: 경주 기림사 소조비로자나삼불좌상

## 기타
- 연도: 958년, 기원전 958년